# 2015-ös hamái offenzíva
A 2015-ös hamái offenzíva a szíriai iszlamista felkelők által indított katonai hadművelet volt a szíriai polgárháborúban, Hamá kormányzóság északi részén.

## Az offenzíva
2015. november 28-án a Jund al-Aqsa felkelői csoport egy kiterjedt támadást indított Hamá kormányzóság északi részén. A támadás elsődleges célja egy alavita falu, Ma’an elfoglalása volt. A következő két napban a Ma’an illetve más környező falvak ellen indított támadásaikat visszaverték. Később, december 2-án az iszlamista felkelők koalíciójaként létrejött Hódító Hadsereg indított újabb támadást Ma’an ellen, de miután a Morek-hegyekben a 11. Tankosztag 87. Zászlóalja meglepetésszerű támadást indított ellenük, a támadást megzavarták.
December 3-án Hamá kormányzóságban a gabi-síkságon indultak harcok al-Mansoura, al-Qahira és Tal Zajram közelében, miközben a hírek szerint a hadsereg Tal Wasit, al-Enkaw és al-Manara területét lőtte. A jelentések szerint a hadsereg megszilárdította a hegytetőn lévő Tal Zajram déli bejáratának a védelmét.
December 13-án a Jund al-Aqsa ismételt támadásba kezdett, és Ma’sasineh, Al-Buwaydah and Markabat településeket vette célba. Másnap a felkelők megszerezték Al-Buwaydah és Ma’sasineh falvakat, valamint Al-Zulaqiyat és Zalin ellenőrző pontjait. A hadsereg erősítésének megérkezte után azonban mind a két falut és Zalin ellenőrző pontját is elfoglalták. Ezután megakadt a felkelők előre törése.
December 15-én délelőttre a hadsereg visszafoglalta az összes, előző nap elveszített területet.Ezen felül megszereztek egy Murekre néző hegycsúcsot is.